# サラマウア
サラマウア（英: Salamaua、独: Samoahafen）は、パプアニューギニア モロベ州北東海岸沿いにある町。内陸側山地沿いの海岸と、沖にある半島との間にある小さな地峡に居住地がある。近くにあるラエからは船便がある。太平洋戦争当時は日本語でサラモアと表記された。

## 歴史
1920年代に内陸部のワウで発見された金鉱山の積み出し港、および鉱山夫の拠点として栄えた。
太平洋戦争中の1942年3月8日、日本陸軍がこの地に上陸しポートモレスビー攻略の拠点とした。翌1943年9月11日、米豪連合国軍が再占領した。再占領の際の戦いで町は破壊された。
今日ではケラとラグイの村には、主にラエ在住者の別荘が多く建つ。